# كركبول
بلدية كَركَبُول (بالإسبانية: Carcabuey)‏، هي إحدى بلديات مقاطعة قرطبة إحدى مقاطعات إسبانيا، و التي تقع في منطقة الأندلس جنوب إسبانيا.
يبلغ عدد سكانها 2.752 نسمة وفقاً لإحصائية سنة (2007).

## توأمة
لكاركابوي (قرطبة) اتفاقيات توأمة مع:
- رافاييلا